# Aeroport de Cerro Largo
L'Aeroport de Cerro Largo (IATA: MLZ, OACI: SUMO) és un aeroport que es troba a Melo, al nord-est de l'Uruguai, i serveix la mateixa ciutat.